# Матусівка (Мінська область)
Матусівка (біл. вёска Матусаўка) — село в складі Червенського району Мінської області, Білорусь. Село підпорядковане Лядівській сільській раді, розташоване в центральній частині області.